# Gemeinde Dibra

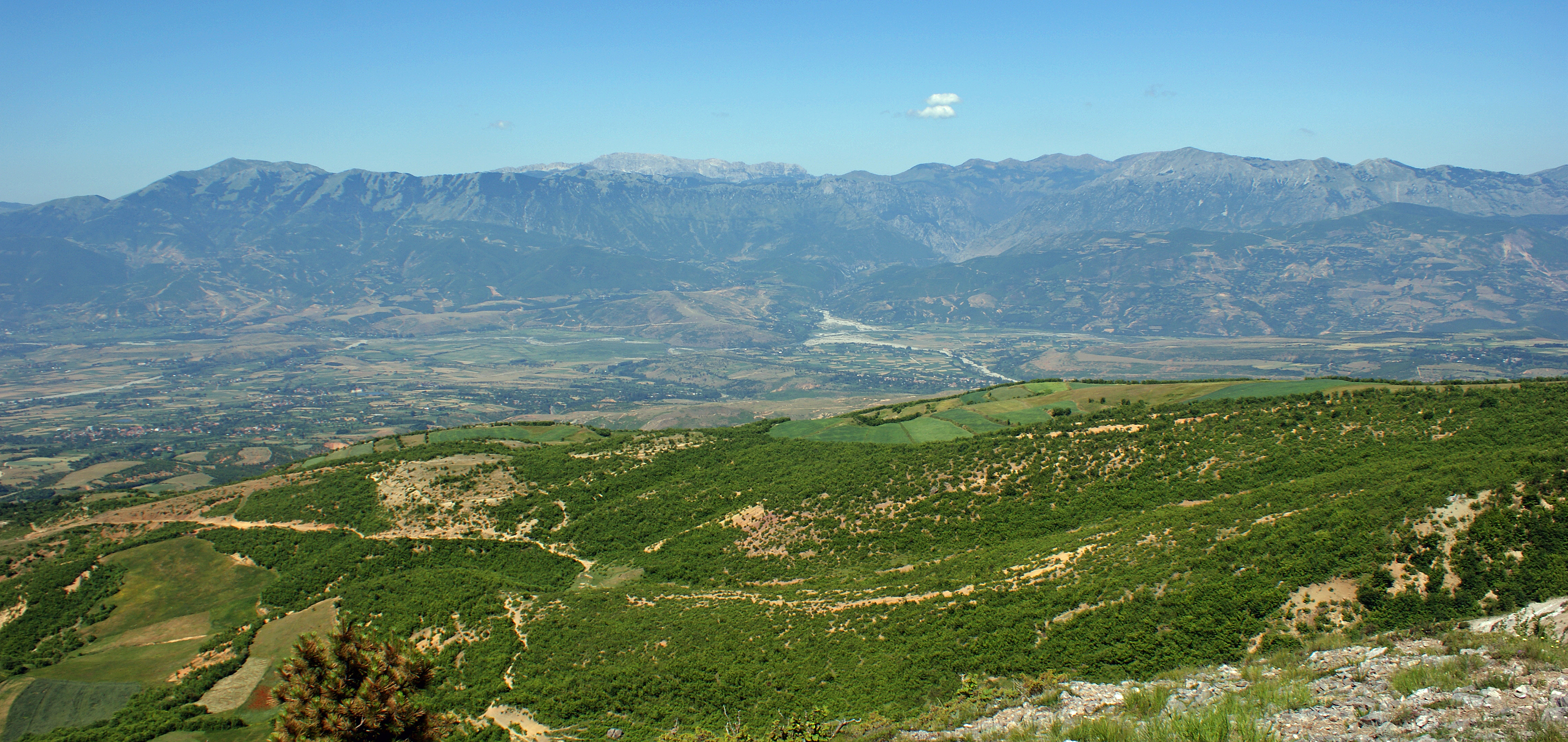
Dibra-Tal mit Lura-Bergen (rechts)

Die Gemeinde Dibra (albanisch Bashkia e Dibrës) ist eine der 61 Gemeinden (bashkia) Albaniens im Osten des Landes. Die Gemeinde mit einer Fläche von 761 Quadratkilometern entspricht genau dem ehemaligen Kreis Dibra. Sie gehört zum Qark Dibra, der ebenfalls Peshkopia als Hauptort hat. Die Gemeinde hat 50.775 Einwohner (2023). Der Name stammt von der gleichnamigen Region Dibra, deren nordwestliche Hälfte – auch Kleine Dibra genannt – er in etwa umfasst.

## Geographie

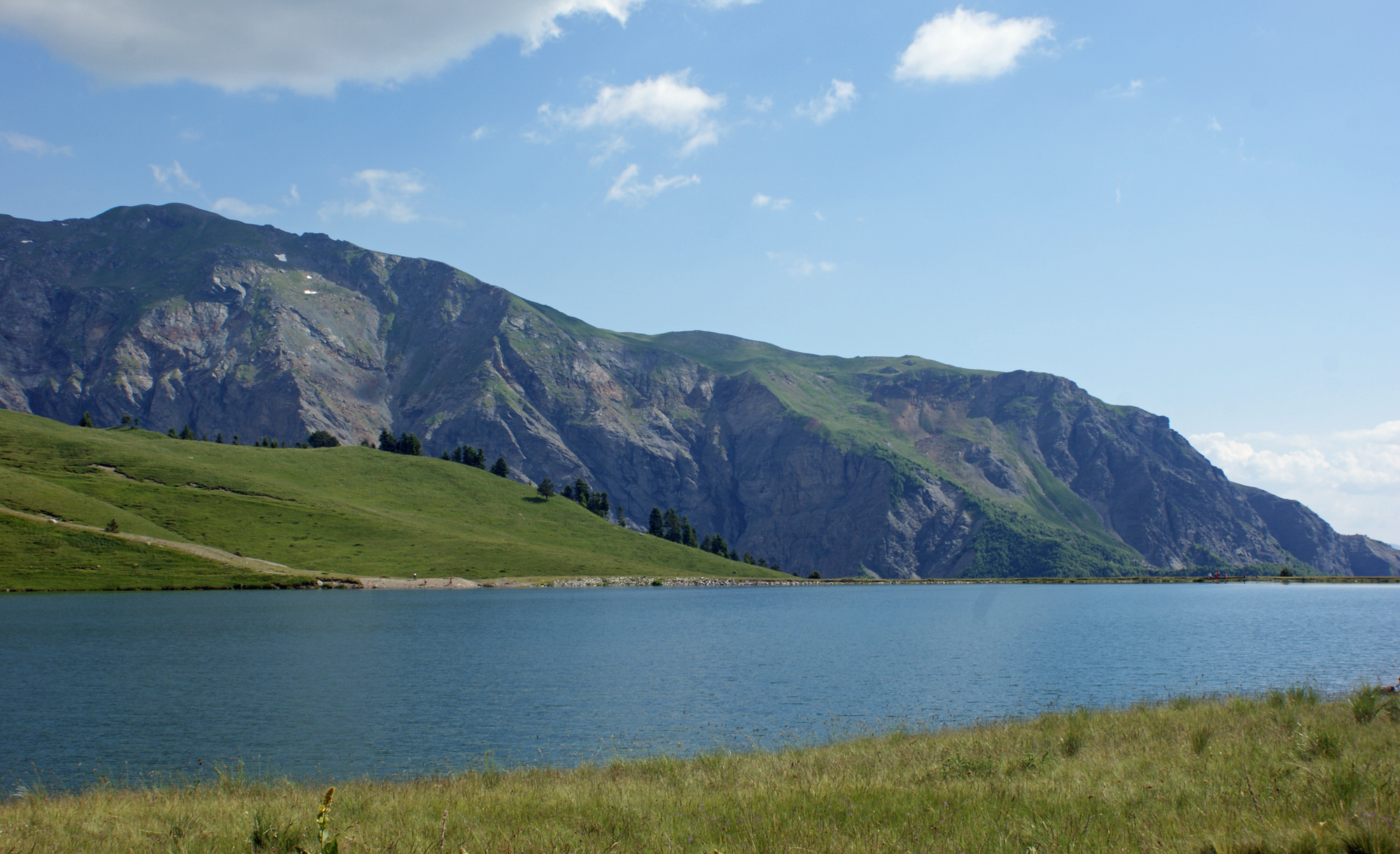
Berg Grama (2345 m) und Grama-See im Korabgebirge

Die Gemeinde liegt am Mittellauf des Schwarzen Drins an der Grenze zu Nordmazedonien. Im Osten und Westen bilden Gebirgszüge die Grenze, dazwischen verläuft in einem breiten Tal der Schwarze Drin von Süden nach Norden. Vom Talboden steigt das Gelände nach Osten nur allmählich an, bevor es sich dann steil zu einem hohen Gebirge erhebt. In diesem, zum Teil Terrassen-ähnlichen Gebiet am Fuße der Berge liegen zahlreiche Dörfer wie Sohodoll und auch der Hauptort Peshkopia. Im Korabgebirge, das auch die Grenze zu Nordmazedonien bildet, liegt mit der Maja e Korabit (2764 m ü. A.) der höchste Berg von Albanien und Nordmazedonien, westlich am Fuße das Dorf Radomira.
Im westlichen, sehr abgeschiedenen Gebirgsland liegt der Nationalpark Lura-Mali i Dejës, der weit größere Gebiete umfasst als der ehemalige Lura-Nationalpark. Weite Teile des Korabgebirges sind als Naturpark Korab-Koritnik geschützt.
Durch den Bau der Straßenverbindung Rruga e Arbërit wird die Region besser mit den Zentren Albaniens verbunden werden.

## Bevölkerung
Trotz der Nähe zu Mazedonien ist die ethnische Struktur der Bevölkerung relativ homogen; neben der albanischen Mehrheit gibt es jedoch eine kleine mazedonische Minderheit. Sie leben in den Dörfern rund um Maqellara. Anders als für die Mazedonier am Prespasee gibt es für die Slawen in der Gemeinde Dibra keinen muttersprachlichen Unterricht und auch keine eigenständige Gemeinde.
Fast 90 Prozent der Bevölkerung sind muslimisch, die mazedonische Minderheit orthodox. Im Dorf Herbel befindet sich die Verklärungskirche und bei Maqellara die Allajbeg-Moschee, beides als Kulturdenkmal geschützte historische Bauten.
Albaner wie Mazedonier haben oft Verwandte in Mazedonien, so dass der Austausch recht rege ist.
Wie alle ländlichen Gebiete Albaniens ist auch die Dibra von starker Abwanderung geprägt. 2011 hatte die Gemeinde noch 61.619 Einwohner. In den Jahren 2011 bis 2023 verzeichnete sie somit einen Bevölkerungsrückgang von 17,5 %. Dabei konnte in diesen zwölf Jahren der Hauptort Peshkopia sogar ein Wachstum von rund 10 % verzeichnen, während vor allem die kleinen, abgelegenen Regionen zum Teil einen drastischen Bevölkerungsrückgang von über 50 % aufwiesen. 

## Verwaltungseinheiten
Im Sommer 2015 wurden 15 Gemeinden zur Gemeinde Dibra zusammengelegt. Heute bilden diese Njësitë administrative (Verwaltungseinheiten) der Bashkia.
| Name         | Einwohner 2023 | Einwohner 2011 | Gemeindeart |
| ------------ | -------------- | -------------- | ----------- |
| Peshkopia    | 14.710         | 13.251         | Bashkia     |
| Arras        | 1.866          | 3.055          | Komuna      |
| Fushë Çidhën | 2.378          | 2.909          | Komuna      |
| Kala e Dodës | 1.045          | 2.252          | Komuna      |
| Kastriot     | 5.222          | 6.200          | Komuna      |
| Lura         | 501            | 1.096          | Komuna      |
| Luzni        | 1.811          | 2.433          | Komuna      |
| Maqellara    | 8.705          | 10.662         | Komuna      |
| Melan        | 2.992          | 3.649          | Komuna      |
| Muhur        | 1.652          | 2.780          | Komuna      |
| Qendër Tomin | 6.531          | 7.590          | Komuna      |
| Selishta     | 847            | 1.605          | Komuna      |
| Sllova       | 1.761          | 2.405          | Komuna      |
| Zall Dardha  | 419            | 1.051          | Komuna      |
| Zall Reç     | 335            | 681            | Komuna      |